# Byłgaria Sofia
Byłgaria Sofia (bułg. СК "България" (София)) – bułgarski klub piłkarski z siedzibą w stolicy kraju, mieście Sofia, działający w latach 1915–1945.

## Historia
Chronologia nazw:
- 18.06.1915: Byłgaria Sofia (bułg. СК "България" (София))
- 1945: klub rozwiązano – po fuzji z Beżanec Sofia i Sławia Sofia

Klub Sportowy o nazwie Byłgaria został założony w Sofijskiej dzielnicy Iwan Wazow 18 czerwca 1915 roku. W 1921 zespół zgłosił się do pierwszych zorganizowanych meczach mistrzostw Sofijskiego Związku Piłki Nożnej, ale nie zagrał żadnego meczu i został sklasyfikowany na ostatnim 10.miejscu. Od maja do czerwca 1922 brał udział w rozgrywkach II sofijskiej dywizji, która została utworzona z drużyn, które zajęły 5-10 miejsca w poprzednim sezonie I sofijskiej dywizji. W następnym sezonie 1922/23 znów startował w mistrzostwach Sofii, kiedy doszło do rozłamu i stołeczne kluby zostały podzielone na Sofijską Ligę Sportową oraz Sofijski Związek Sportowy. Po zakończeniu sezonu zespół uplasował się na 7 pozycji w Sofijskiej Lidze Sportowej. Po zakończeniu sezonu doszło do porozumienia pomiędzy dwoma organizacjami i w sezonie 2023/24 startowała jedyna Sofijska dywizja. W 1924 zespół zajął 5.miejsce w tabeli pierwszej dywizji, a w 1925 spadł na 8.pozycję i został zdegradowany do II dywizji. W sezonie 1927/28 występował w III dywizji, która wygrał i powrócił do II dywizji.
W 1934 klub został mistrzem drugiej dywizji i awansował do I dywizji, ale po dwóch sezonach znów spadł do drugiej dywizji. W 1940 roku nastąpiła reorganizacji mistrzostw Bułgarii, wskutek czego klub musiał walczyć w trzeciej dywizji.
W 1945 roku połączył się z klubami "Beżanec" i "Sławia", po czym przestał istnieć.

## Barwy klubowe, strój, herb, hymn
|  |  |

Klub ma barwy zielono-białe. Piłkarze domowe spotkania zazwyczaj grają w zielono-białych strojach

## Sukcesy

### Trofea międzynarodowe
Do chwili obecnej klub jeszcze nigdy nie zakwalifikował się do rozgrywek europejskich.

### Trofea krajowe
| \| \| Zdobyte trofea w rozgrywkach Bułgarii (stan na: 31-05-2024) \| |                                                             |      |                    |
| Rozgrywki                                                            | Osiągnięcie                                                 | Razy | Sezon(y)           |
| · Mistrzostwo                                                        | I miejsce                                                   | 0    |                    |
| · Mistrzostwo                                                        | II miejsce                                                  | 0    |                    |
| · Mistrzostwo                                                        | III miejsce                                                 | 0    |                    |
| Puchar                                                               | zdobywca                                                    | 0    |                    |
| Puchar                                                               | finalista                                                   | 0    |                    |
| II liga                                                              | I miejsce                                                   | 0    |                    |
| II liga                                                              | II miejsce                                                  | 0    |                    |
| II liga                                                              | III miejsce                                                 | 0    |                    |
| II liga                                                              | 5.miejsce                                                   | 1    | 1923/24 (gr.Sofia) |
| Bułgaria                                                             | Zdobyte trofea w rozgrywkach Bułgarii (stan na: 31-05-2024) |      |                    |

- II Sofijska diwizija (D3):
  - mistrz (1x): 1933/34

## Poszczególne sezony

### Rozgrywki międzynarodowe

#### Europejskie puchary
Nie uczestniczył w rozgrywkach europejskich.

### Rozgrywki krajowe
| \| Bułgaria \| Bilans występów klubu w rozgrywkach piłkarskich Bułgarii (Stan na 31 maja 2025 r.) \| \| |                                                                                    |        |       |   |   |   |    |    |     |                                          |        |        |      |
| Poziom                                                                                                  | Rozgrywki                                                                          | Sezony | Mecze | Z | R | P | B+ | B– | Pkt | Lata                                     | Awanse | Spadki | Naj. |
| I | Nacionałna futbołna diwizija / Dyrżawno pyrwenstwo                                 | 0      |       |   |   |   |    |    |     |                                          | 0      | 0      |      |
| II | B RPG / Wtora PFG / Pyrwa PFL / B PFG / Wtora PFL                                  | 6      |       |   |   |   |    |    |     | 1921–1925, 1934–1936                     | 0      | 2      | 5    |
| III | Treta amatorska futbołna liga                                                      | 13     |       |   |   |   |    |    |     | 1925/26, 1925–1927, 1928–1934, 1936–1940 | 2      | 2      | 1    |
| IV | Obłastna futbołna liga                                                             | 6      |       |   |   |   |    |    |     | 1927/28, 1940–1945                       | 1      | 0      | 1    |
| | Puchar Bułgarii                                                                    | 0      |       |   |   |   |    |    |     |                                          | 0      | 0      |      |
| Bułgaria                                                                                                | Bilans występów klubu w rozgrywkach piłkarskich Bułgarii (Stan na 31 maja 2025 r.) |        |       |   |   |   |    |    |     |                                          |        |        |      |

## Struktura klubu

### Stadion
Drużyna rozgrywała swoje mecze domowe w Sofii na boisku Byłgarii. 

## Kibice i rywalizacja z innymi klubami

### Derby
- SK Sofia
- Lewski Sofia
- Sławia Sofia
- FK 13 Sofia
- Atletik Sofia
- Rakowski Sofia
- Sława Sofia
- Borisław Sofia
- Pobeda Sofia
- Pobeda Sofia (1920–1923)
- Sokoł Sofia
- Sokoł Sofia (1915–1926)
- AS 23 Sofia